# He – Du!
He – Du! war eine in den 1980er Jahren vom Fernsehen der DDR produzierte und ausgestrahlte Kinder- und Jugendsendung. Sie lief unter dem weiteren Titel Auf der Treppe um die Wette.

## Konzept
„He – Du!“ war vom Konzept her eine Quizshow mit Jugendmagazin-Elementen. In jeder Folge traten zwei Schulklassen gegeneinander an. Die einzelnen Quizrunden gestalteten sich verschieden, meist um Fragen und Mitmachaktionen. Schlussspiel war stets eine mit zwei Sitzgondeln versehene Wippe, in denen jeweils ein Mannschaftsteilnehmer saß. Je richtiger oder falscher Beantwortung der gestellten Fragen hob oder senkte sich eine Wippenseite. Verloren hatte letztlich diejenige Mannschaft, deren Vertreter in das unter den jeweiligen Gondeln befindliche Wasserbassin abgesenkt wurde.
Zwischen 1981 und 1989 wurden insgesamt 70 Folgen der jeweils einstündigen Reihe produziert. Die Ausstrahlung erfolgte immer einmal monatlich auf einem festen Sendeplatz am Sonntagvormittag im ersten Programm, die Wiederholung am darauffolgenden Dienstag im Nachmittagsprogramm.

## Moderation
Moderiert wurde die Sendereihe im Verlauf von verschiedenen Personen. Zu den populärsten und bekanntesten zählten Entertainer Wolfgang Lippert (ab 1984) sowie Schauspieler und Synchronsprecher Jürgen Mai. Beide moderierten bis zur Einstellung der Reihe im wechselnden Turnus.

## Elemente der Sendung
Pro Sendung gab es zudem mindestens einen Musikact aus der damals aktuellen DDR-Musikszene. Nahezu alle namhaften Künstler der DDR-Rock- und -Popszene traten bei „He – Du!“ auf, unter anderem die Puhdys, Ralf Bursy und Inka. Ferner sang auch Moderator Lippert in loser Folge den einen oder anderen komponierten Song.
Ein weiteres wiederkehrendes Element war ein Gewinnspiel, das „Zuschauerhausaufgabe“ genannt wurde. Meist handelte es sich um wissenschaftliche Experimente, deren korrekter Ausgang die richtige Antwort bildete und die in der nächsten Episode aufgelöst wurde. Die Experimente wurden seitens der Moderatoren selbst durchgeführt, im Fall von Lippert durch die von ihm verkörperte Kunstfigur des „Professor Lippinski“.

## Sonstiges
Das Plattenlabel Amiga veröffentlichte 1986 eine Compilation auf Schallplatte und Kassette. Das Album umfasst sechzehn Titel, wobei Titel 1 und 16 die Titelmelodie bzw. der Abspann der Sendung sind.